# Janet Jones
Janet-Marie Gretzky, née le 10 janvier 1961 à Bridgeton, est une actrice américaine.
Elle est depuis 1988 la femme de Wayne Gretzky ; ils sont notamment les parents de la chanteuse Paulina Gretzky.

## Filmographie
- 1984 : Le Kid de la plage : Carla Samson
- 1985 : Chorus Line : Judy Monroe
- 1988 : Police Academy 5 : l'officier Kate
- 1992 : Une équipe hors du commun : Racine Pitcher
- 2007 : Alpha Dog : Elaine Holden
- 2014 : The Sound and the Fury :